# Hildegard Wohlgemuth (Schriftstellerin)
Hildegard Wohlgemuth (* 11. März 1917 als Hildegard Skedzun in Eickel oder in Wanne; † 23. April 1994 in Osterholz-Scharmbeck) war eine deutsche Schriftstellerin.

## Leben
Hildegard Wohlgemuth war die Tochter eines Zechenlokführers. Nach der Volksschule besuchte sie eine Handelsschule, anschließend wurde sie in Aufbauklassen zur Schulhelferin ausgebildet. Nach ihrer Heirat folgte sie ihrem Mann nach Ostpreußen, wo sie als Dorfschullehrerin arbeitete. Im Jahr 1945 floh sie nach Schleswig-Holstein. Später ging sie nach Bonn, wo sie vier Semester Kunstgeschichte studierte. In den 1960er Jahren lebte sie als freie Schriftstellerin in Siegburg bei Bonn und wurde Mitglied der Gruppe 61. 1970 zog sie nach Hamburg; seit 1984 lebte sie in der Nähe von Bremen.
Hildegard Wohlgemuth war in erster Linie eine Lyrikerin, deren frühe Werke zu der von der Gruppe 61 in den 1960er Jahren propagierten neuen Industriedichtung zählen. Im Zuge ihres friedenspolitischen Engagements ließ sie zahlreiche ihrer Gedichte von ihrem Schwiegersohn Klaus Moje wie auch von der Musikprofessorin Erna Woll vertonen. Unter dem Banner „Pazifistin bin ich. Drei Frauen auf Friedenstournee“ organisierte sie 1981 gemeinsam mit der Schriftstellerin Margot Schroeder und der Liedermacherin Angi Domdey eine Friedenstournee durch Deutschland. In den späteren Gedichten überwiegen dagegen persönliche Töne. Als überzeugte Christin war sie Mitglied der Oekumenischen Textautoren- und Komponisten-Gruppe der Werkgemeinschaft Musik e. V. und der AG Musik in der Evangelischen Jugend e. V., heute Textautoren- und Komponistengruppe TAKT.

## Sonstiges
Ein Teilnachlass von Hildegard Wohlgemuth befindet sich im Fritz-Hüser-Institut in Dortmund.

## Werke
- mit Hans Schulz: Jugend setzt sich mit neuer Lyrik auseinander, Hagen 1964.
- Gedichte, Recklinghausen 1965.
- Vom Brötchen, das ein Hochzeitskuchen werden wollte und andere Erzählungen, Recklinghausen 1969.
- Wen soll ich nach Rosen schicken, Wuppertal 1971.
- Industriestadt sonntags abends, 1971.
- auch ich auch du, gedichte, schritte 29, Wolfgang Fietkau Verlag, Berlin 1975, ISBN 3-87352-029-X.
- Geschichten aus dem Hut zum Vorlesen, Reinbek bei Hamburg 1987.
- Bibel, Babel, Bebel, München 1990.
- An meiner Seite, Gedichte (= VS-Edition, Band 9018), Strube, München 1992, DNB 95556218X.

## Herausgeberschaft
- mit Wolfgang Beutin: Die Liebe liegt tiefer, irgendwo (= Hamburger Stadtteilschreiber), herausgegeben vom Literatur-Zentrum e.V. Gespräche mit Künstlern in Eppendorf, M-und-K-Hansa-Verlag, Hamburg 1980, ISBN 3-920610-42-3 (diese Aufzeichnungen sind entstanden im Rahmen des von der Kulturbehörde der Freien und Hansestadt Hamburg ausgeschriebenen und geförderten Stadtteilschreiber-Projekts, im Auftrag der Kulturbehörde der Freien und Hansestadt Hamburg).
- Frieden: mehr als ein Wort (= rororo-Rotfuchs, Band 287), Rowohlt, Reinbek bei Hamburg 1981, ISBN 3-499-20287-5.